# جيولا نيميث
جيولا نيميث هو منافس ألعاب قوى مجري، ولد في 2 ديسمبر 1959.